# Vincent Denson
Vincent Denson (Chester, Cheshire, 24 de novembre de 1935) és un ciclista anglès, ja retirat, que fou professional entre 1961 i 1969. En el seu palmarès destaca una victòria d'etapa al Giro d'Itàlia de 1966 i la Volta a Luxemburg de 1965.

## Palmarès
- 1962
  - 1r a la Volta al Bidasoa
  - Vencedor d'una etapa del Circuit d'Aquitània
- 1964
  - 1r a la Brussel·les-Verviers
- 1965
  - 1r a la Volta a Luxemburg i vencedor d'una etapa
  - Vencedor d'una etapa dels Quatre dies de Dunkerque
- 1966
  - 1r al GP de Fréjus
  - Vencedor d'una etapa al Giro d'Itàlia
- 1968
  - 1r al GP Vaux

### Resultats al Tour de França
- 1961. Abandona (9a etapa)
- 1964. 72è de la classificació general
- 1965. 87è de la classificació general
- 1966. Abandona (16a etapa)
- 1967. Abandona (17a etapa)
- 1968. 62è de la classificació general

### Resultats al Giro d'Itàlia
- 1966. 40è de la classificació general
- 1967. Abandona (20a etapa)
- 1968. 95è de la classificació general